# Xenoleberis
Xenoleberis is een geslacht van kreeftachtigen uit de klasse van de Ostracoda (mosselkreeftjes).

## Soorten
- Xenoleberis bex Kornicker, 1994
- Xenoleberis californica (Baker, 1979) Kornicker, 1994
- Xenoleberis toxotes (Kornicker, 1986)
- Xenoleberis yamadai (Hiruta, 1979) Kornicker, 1994